# 涂乍乡
涂乍乡，是中华人民共和国湖南省湘西土家族苗族自治州保靖县下辖的一个乡镇级行政单位。

## 行政区划
涂乍乡下辖以下地区：
涂乍村、大白岩村、马路村、绿绿村、鱼塘村、泽坝村、涂坝村和尧洞村。